# Liguria Selection
Liguria Selection ist ein italienisches Musikfernsehprogramm von Verdiano Vera und Donatella Sassi, das von MAIA unter der Leitung von Vittorio Da Pozzo und Giada Lanzavecchia produziert und im Fernsehen von Odeon TV ausgestrahlt wird.

## Konzept
Liguria Selection ist eine Musik-Talentshow, die von der Platten- und Fernsehgesellschaft Maia von Verdiano Vera produziert wird. Das Programm wurde 2010 durch die Organisation des Sozialförderungsverbandes L’alveare ins Leben gerufen. Jede Episode von Liguria Selection findet an einem anderen Ort in Ligurien statt. Auf dieser Tour durch Ligurien werden neue Musiktalente aus der Region vorgestellt. Liguria Selection gilt als größte audiovisuelle Musikveranstaltung in Ligurien und richtet sich an Songwriter, Sänger und Bands.
Seit 2011 haben sieben Ausgaben stattgefunden. Am Ende jeder Ausgabe gibt es ein Finale, in dem ein Gewinner ermittelt wird. Jeder Gewinner erhält einen Plattenvertrag mit Hive Records und ein Preisgeld in Höhe von 1000 Euro. Liguria Selection wurde von 2011 bis 2016 auf den Kanälen Teleliguria, Telegenova, 7 Gold und Odeon TV ausgestrahlt. Seit 2019 wird es auch auf MusiconTv ausgestrahlt.

## Belege
1. ↑  Gran finale di Liguria Selection al Carlo Felice. In: GenovaToday. Abgerufen am 15. Juli 2020.
2. ↑  La torinese Silvia Sofia Cicerale è la vincitrice assoluta della Settima edizione di Liguria Selection. In: Chivassoggi. Abgerufen am 15. Juli 2020.